# Snooker-Saison 1991/92
Die Snooker-Saison 1991/92 war eine Serie von Snooker-Turnieren, die der Main Tour angehörten. Sie begann im August 1991 und endete am 21. Mai 1992 mit dem Finale der Irish Professional Championship. Die Snookerweltmeisterschaft 1992 war das letzte Weltranglistenturnier der Saison.

## Saisonergebnisse
| Datum                                | Turnier                         | Austragungsort | Art                   | Sieger         | Finalist            | Ergebnis |
| 17. und 18. Juli 1991                | European Challenge              | Waregem        | Non-Ranking-Turnier   | Jimmy White    | Steve Davis         | 4:1      |
| August 1991                          | Pot Black                       | Birmingham     | Einladungsturnier     | Steve Davis    | Stephen Hendry      | 2:1      |
| August 1991                          | Thailand Masters                | Bangkok        | Non-Ranking-Turnier   | Steve Davis    | Stephen Hendry      | 6:3      |
| 28. August bis 31. August 1991       | Hong Kong Challenge             | Hongkong       | Non-Ranking-Turnier   | Stephen Hendry | James Wattana       | 9:1      |
| September 1991                       | Humo Masters                    | Antwerpen      | Non-Ranking-Turnier   | Mike Hallett   | Neal Foulds         | 9:7      |
| 4. September bis 7. September 1991   | Indian Challenge                | Delhi          | Non-Ranking-Turnier   | Stephen Hendry | John Parrott        | 9:5      |
| 11. September bis 15. September 1991 | Scottish Masters                | Motherwell     | Einladungsturnier     | Mike Hallett   | Steve Davis         | 10:6     |
| 18. September bis 22. September 1991 | World Seniors Championship      | Stoke-on-Trent | Einladungsturnier     | Cliff Wilson   | Eddie Charlton      | 5:4      |
| 28. September bis 5. Oktober 1991    | Pontins Autumn Professional     | Prestatyn      | Non-Ranking-Turnier   | Drew Henry     | John Read           | 5:2      |
| 5. Oktober bis 11. Oktober 1991      | Dubai Classic                   | Dubai          | Weltranglistenturnier | John Parrott   | Tony Knowles        | 9:3      |
| 14. Oktober bis 27. Oktober 1991     | Grand Prix                      | Reading        | Weltranglistenturnier | Stephen Hendry | Steve Davis         | 10:6     |
| 2. November bis 14. November 1991    | Benson and Hedges Championship  | Glasgow        | Non-Ranking-Turnier   | Ken Doherty    | Darren Morgan       | 9:3      |
| 15. November bis 2. Dezember 1991    | UK Championship                 | Preston        | Weltranglistenturnier | John Parrott   | Jimmy White         | 16:13    |
| 5. Dezember bis 14. Dezember 1991    | World Matchplay                 | Doncaster      | Einladungsturnier     | Gary Wilkinson | Steve Davis         | 18:11    |
| 18. Dezember bis 21. Dezember 1991   | Belgian Challenge               | Antwerpen      | Non-Ranking-Turnier   | Steve Davis    | Stephen Hendry      | 10:9     |
| 1. Januar bis 11. Januar 1992        | Classic                         | Bournemouth    | Weltranglistenturnier | Steve Davis    | Stephen Hendry      | 9:8      |
| 12. Januar bis 31. Mai 1992          | Matchroom League                | Bournemouth    | Einladungsturnier     | Stephen Hendry | Steve Davis         | 9:2      |
| 14. Januar bis 19. Januar 1992       | Asian Open                      | Bangkok        | Weltranglistenturnier | Steve Davis    | Alan McManus        | 9:3      |
| 2. Februar bis 9. Februar 1992       | Masters                         | London         | Einladungsturnier     | Stephen Hendry | John Parrott        | 9:4      |
| 10. Februar bis 16. Februar 1992     | Welsh Open                      | Newport        | Weltranglistenturnier | Stephen Hendry | Darren Morgan       | 9:3      |
| 17. Februar bis 29. Februar 1992     | British Open                    | Derby          | Weltranglistenturnier | Jimmy White    | James Wattana       | 10:7     |
| März 1992                            | European Challenge              | Waregem        | Non-Ranking-Turnier   | Stephen Hendry | Joe Johnson         | 4:0      |
| 2. März bis 7. März 1992             | Strachan Open                   | Thornbury      | Weltranglistenturnier | James Wattana  | John Parrott        | 9:5 1    |
| 10. März bis 14. März 1992           | European Open                   | Tongern        | Weltranglistenturnier | Jimmy White    | Mark Johnston-Allen | 9:3      |
| 31. März bis 5. April 1992           | Irish Masters                   | Kildare        | Einladungsturnier     | Stephen Hendry | Ken Doherty         | 9:6      |
| 18. April bis 4. Mai 1992            | Snookerweltmeisterschaft        | Sheffield      | Weltranglistenturnier | Stephen Hendry | Jimmy White         | 18:14    |
| 9. Mai bis 16. Mai 1992              | Pontins Professional            | Prestatyn      | Non-Ranking-Turnier   | Steve James    | Neal Foulds         | 9:8      |
| 18. Mai bis 21. Mai 1992             | Irish Professional Championship | Cork           | Non-Ranking-Turnier   | Joe Swail      | Jason Prince        | 9:1      |

## Weltrangliste
Die Snookerweltrangliste wurde bis 2010 nur nach jeder vollen Saison aktualisiert und berücksichtigte die Leistung der vergangenen zwei Spielzeiten. Die folgende Tabelle zeigt die 32 besten Spieler der Weltrangliste der Saison 1991/92; beruht also auf den Ergebnissen der Saisons 1989/90 und 1990/91. In den Klammern ist jeweils die Vorjahresplatzierung angegeben.
| Platz 1 – 8 | Platz 1 – 8         | Platz 9 – 16 | Platz 9 – 16        | Platz 17 – 24 | Platz 17 – 24          | Platz 25 – 32 | Platz 25 – 32       |
| ----------- | ------------------- | ------------ | ------------------- | ------------- | ---------------------- | ------------- | ------------------- |
| 1           | Stephen Hendry (1)  | 9            | Dennis Taylor (10)  | 17            | Willie Thorne (11)     | 25            | Wayne Jones (23)    |
| 2           | Steve Davis (2)     | 10           | Doug Mountjoy (5)   | 18            | Dene O’Kane (24)       | 26            | Joe Johnson (18)    |
| 3           | Jimmy White (4)     | 11           | Terry Griffiths (6) | 19            | Peter Francisco (25)   | 27            | Eddie Charlton (32) |
| 4           | John Parrott (3)    | 12           | Dean Reynolds (8)   | 20            | James Wattana (32)     | 28            | Danny Fowler (30)   |
| 5           | Gary Wilkinson (20) | 13           | Alain Robidoux (17) | 21            | Nigel Bond (38)        | 29            | Mark Bennett (??)   |
| 6           | Neal Foulds (13)    | 14           | Martin Clark (12)   | 22            | Tony Drago (31)        | 30            | Bob Chaperon (26)   |
| 7           | Steve James (9)     | 15           | Tony Jones (34)     | 23            | Steve Newbury (21)     | 31            | John Virgo (15)     |
| 8           | Mike Hallett (7)    | 16           | Tony Knowles (22)   | 24            | Silvino Francisco (27) | 32            | Cliff Wilson (29)   |